# Literar-Mechana
Die Literar-Mechana Wahrnehmungsgesellschaft für Urheberrechte Ges. m. b. H. ist eine österreichische Verwertungsgesellschaft zur kollektiven Wahrnehmung und Geltendmachung von Urheberrechten, Beteiligungs- und Vergütungsansprüchen an Sprachwerken und Musiknoten mit Sitz in Wien.

## Geschichte
1936 wurden die gesetzlichen Voraussetzungen für die Gründung einer literarischen Verwertungsgesellschaft geschaffen. Dies führte zur Gründung der staatlich genehmigten genossenschaftlichen Literarischen Verwertungsgesellschaft (L.V.G.) reg. Gen. m. b. H., die die Sende- und Vortragsrechte von Autoren bzw. Verlegern treuhänderisch verwalten sollte. Allerdings konnte die LVG aufgrund gesetzlicher Beschränkungen nicht die mechanischen Vervielfältigungsrechte der Autoren bzw. Verleger kollektiv wahrnehmen. Deshalb wurde 1959 die Literar-Mechana gegründet. Allerdings wurden die beiden Gesellschaften stets unter einheitlicher Leitung vom gemeinsamen Geschäftssitz aus geführt. Zum 31. Dezember 2006 wurden beide Gesellschaften unter dem Dach der Literar-Mechana zusammengeführt.

## Aufgaben
Die Literar-Mechana wurde gemeinsam von Autoren und Verlegern gegründet, um die mechanischen Vervielfältigungsrechte an Schriftwerken kollektiv wahrnehmen zu können. Sie agiert als Treuhänder der Rechteinhaber und hebt Entgelte für die Verwertung urheberrechtlicher Nebenrechte ein. Die Tantiemen leitet sie zur Gänze nach Abzug ihrer Verwaltungskosten an ihre Bezugsberechtigten gemäß den Verteilungsbestimmungen weiter. Bezugsberechtigt sind Urheber wie Schriftsteller, Drehbuchautoren, Journalisten, wissenschaftliche Autoren und Übersetzer sowie deren Rechtsnachfolger und Verleger. Zurzeit vertritt sie rund 14.000 Bezugsberechtigte. Beitreten kann jeder Urheber bzw. Verleger, der österreichischer Staatsbürger ist oder seinen ordentlichen Wohnsitz bzw. Sitz in Österreich hat. Angehörige von EU- und EWR-Staaten sind österreichischen Staatsbürgern gleichgestellt.
Durch Gegenseitigkeitsverträge mit Schwestergesellschaften sind die Bezugsberechtigten auch im Ausland vertreten, ebenso ist das ausländische Repertoire in Österreich repräsentiert.
Gegenseitigkeitsverträge bestehen derzeit mit Deutschland, der Schweiz, Liechtenstein, den Niederlanden, Frankreich, Belgien, Italien, Spanien, Holland, Dänemark, Norwegen, Slowakei, Ungarn, Polen, Großbritannien, Australien und den USA.
Die Literar-Mechana ist nicht auf Gewinn ausgerichtet und zieht von den Lizenzerträgen lediglich die entstandenen Verwaltungskosten (Kosten für Einhebung, Erfassung, Dokumentation und Verteilung) ab.
Die Literar-Mechana setzt sich für ein modernes Urheberrecht ein und schließt aufgrund der ihr eingeräumten Rechte Gesamtverträge und Rahmenverträge mit Dachverbänden und Einzelverträge mit Werknutzern.

## Einnahmen
Die Literar-Mechana erwirtschaftet Tantiemen in den Bereichen:
- Hörfunk und Fernsehen
- Ton- und Bildtonträger
- Literarische Lesungen
- Bibliothekstantieme
- Reprographievergütung
- Schulbuch

## Kontrolle
Die Literar-Mechana unterliegt der Kontrolle der aus Autoren und Verlegern zusammengesetzten Gremien (Generalversammlung und Aufsichtsrat), der Aufsicht der Aufsichtsbehörde für Verwertungsgesellschaften, ferner des OLG Wien als Kartellgericht und eines unabhängigen Wirtschaftsprüfers als Abschlussprüfer.

## Soziale und kulturelle Einrichtungen
Die Literar-Mechana verwaltet sozialen und kulturellen Zwecken dienende Einrichtungen (SKE), die aus Tantiemeneinnahmen gespeist werden. Daraus werden z. B. Bezugsberechtigte und deren Angehörige in sozialen Notlagen unterstützt, neben Alterspensionen auch Zuschüsse zur Krankenversicherung und bei Pflegebedürftigkeit geleistet, außerdem Werkstipendien an Werkschaffende auf dem Gebiet der Sprachwerke vergeben (Jubiläumsfonds, Dramatiker- und Drehbuchstipendien) sowie Projekte in Zusammenhang mit der Nutzung von Literatur z. B. durch Übernahme der Autorenlesehonorare gefördert.
Ferner verwaltet die Literar-Mechana einen Sozialfonds für österreichische Schriftsteller und Übersetzer, der aus Mitteln des BMUKK (Kunstsektion) gespeist wird. Unterstützt werden bedürftige Autoren und Verleger durch:
- einmalige Leistungen zur Behebung akuter Notfälle oder
- wiederkehrende Leistungen zur Alters-, Berufsunfähigkeits- und Hinterbliebenenversorgung sowie der Beiträge zur Krankenversicherung.